# Rock Salt & Nails (gruppo musicale)
I Rock Salt & Nails sono un gruppo musicale celtic fusion formatosi in Scozia negli anni novanta.

## Formazione
- Paul Anderson - fiddle
- John Clark - basso, mandolino
- Linda Irvine - fiddle
- David Jamieson - batteria, percussioni
- Emma Johnston - fiddle, voce
- Fiona Johnston - pianoforte, tastiere, voce
- Paul Johnston - chitarra, banjo, voce

## Discografia

### Album studio
- 1996 - 4 6 2 1 (Fortune Records)
- 1997 - Stand Your Ground (RMG Chart)
- 1999 - Boxed (Iona Records)
- 2003 - Midnight Rain (Park Records)

### Live
- 2005 - Live and Hazardous (Park Records)

### Singoli
- 2009 - Volley Highway (Park Records)